# Rhamphobrachium hutchingsae
Rhamphobrachium hutchingsae är en ringmaskart som beskrevs av Paxton 1986. Rhamphobrachium hutchingsae ingår i släktet Rhamphobrachium och familjen Onuphidae. Inga underarter finns listade i Catalogue of Life.